# Darius Slayton
Darius Slayton (Norcross, 12 gennaio 1997) è un giocatore di football americano statunitense che milita nel ruolo di wide receiver per i New York Giants della National Football League (NFL).

## Carriera professionistica

### New York Giants
Slayton fu scelto nel corso del quinto giro (171º assoluto) del Draft NFL 2019 dai New York Giants. Nella sua prima partita totalizzò 3 ricezioni per 82 yard dall'altro rookie Daniel Jones. Nella terza segnò un touchdown da 35 yard contro i Minnesota Vikings. Nella settimana 8 contro i Detroit Lions, Slayton ricevette 2 passaggi per 50 yard, entrambi i quali furono un touchdown, nella sconfitta per 31–26. Nella settimana 10 contro i New York Jets ricevette 10 passaggi per 121 yard e 2 touchdown nella sconfitta dei Giants 27–34. Nel Monday Night Football contro i Philadelphia Eagles della settimana 14, Slayton terminò con 5 ricezioni, tutte nel primo tempo, per 154 yard e 2 touchdown. La sua stagione da rookie si concluse con 48 ricezioni per 740 yard e 8 touchdown in 14 presenze, 9 delle quali come titolare.
Slayton aprì la sua seconda stagione guidando i Giants con 102 yard ricevute e 2 touchdown nella sconfitta contro i Pittsburgh Steelers.
Il 10 marzo 2025 Slayton firmò un rinnovo contrattuale triennale del valore di 36 milioni di dollari.